# Blonde (film fra 2001)
 For alternative betydninger, se Blonde. (Se også artikler, som begynder med Blonde)
Blonde er en film/tv-serie  fra 2001 om Marilyn Monroes liv. Den er på 240 minutter.
I rollen som Marilyn Monroe ses Poppy Montgomery. Derudover ses Titus Welliver i rollen som Joe DeMaggio, og Griffin Dunne ses i rollen som Arthur Miller. Manuskriptet er skrevet af Joyce Carol Oates, og den er instrueret af  Joyce Chopra.

## Eksterne kilder og henvisninger
- Blonde på Internet Movie Database (engelsk)
- Blonde på Rotten Tomatoes (engelsk)
- Blonde på Filmaffinity (engelsk)
- Blonde hos The Movie Database (engelsk)

| Fjernsyn | Spire Denne artikel om et tv-program er en spire som bør udbygges. Du er velkommen til at hjælpe Wikipedia ved at udvide den. |

1. ↑  Navnet er anført på bokmål og stammer fra Wikidata hvor navnet endnu ikke findes på dansk.